# 세경놀이
세경놀이는 제주도 무당굿놀이의 하나로, 농신(農神)인 세경을 청하여 술잔을 권하고 즐겁게 하는 놀이다. 이때 무당은 향로와 바라를 들고 춤을 추면서 청신(請神)을 마친다. 그러면 여인이 나타나 물을 길러 가다가 총각을 만나 사귀고 그 후 임신하여 열달 후에 병돌이란 아이를 낳는다. 이 아이는 자라 훈장의 지시대로 농사를 지어 풍성한 곡식을 거두게 된다는 무속을 나타내는 놀이이다.